# István Horwart
Istvàn Humberto Horwart (Cernovier, ... – ...; fl. XX secolo) è stato un calciatore ungherese, di ruolo attaccante.

## Carriera
Arrivato in Italia nel 1924, fece il suo esordio nel Brescia il 5 ottobre 1924 in Brescia-Internazionale (1-0), disputando 7 incontri.
In seguito passò al L.R. Vicenza, disputando tre campionati per un totale di 65 partite e realizzando 7 reti.